# دليس
دِلِّيس هو جنس من الطحالب الحمراء ينتمي إلى فصيلة Delesseriaceae. أنواعه المعروفة أعطانها بحار البلاد الحارة والمعتدلة الحرارة. كلاليبها قصيرة. سوقها أسطوانية تتشعب إلى عراجيد ورقية الشكل وردية اللون أو حمراء تجتازها ضلوع رئيسية وعروق جانبية متقابلة الانتشاب متوازية الأبعاد.